# Susa-Moncenisio
La Susa-Moncenisio è stata una corsa automobilistica di velocità su strada in salita, lungo il tracciato della strada del valico del Moncenisio, che collega Italia e Francia. Si disputa ancora oggi, ma su un tracciato ridotto.

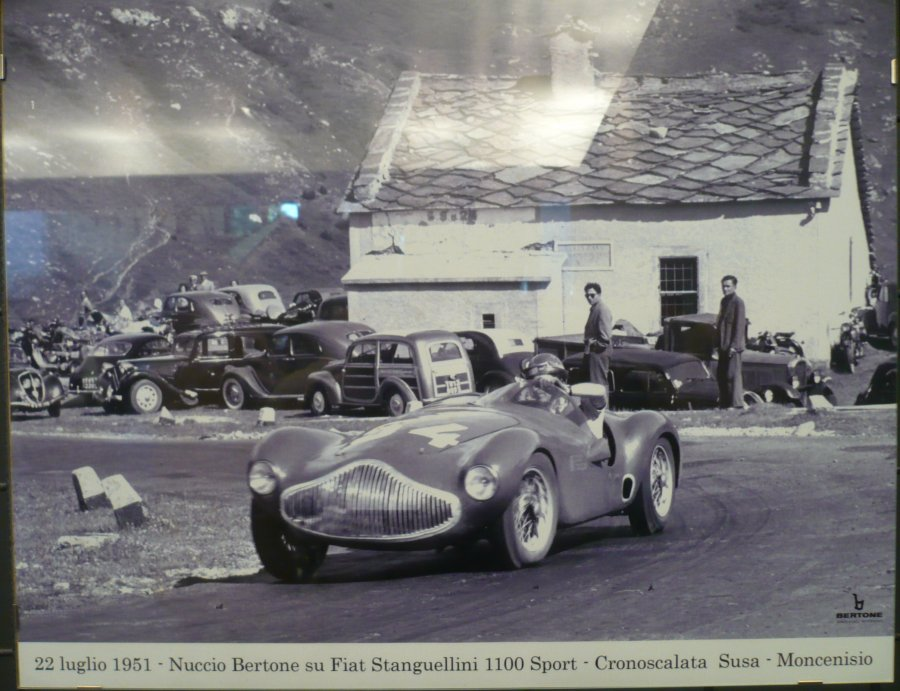
Nuccio Bertone alla Gran Scala su Fiat Stanguellini 1100S, anno 1951

## Percorso
Il percorso della Susa-Moncenisio avveniva lungo il tracciato della strada di valico progettata e costruita sotto Napoleone I, la cui carreggiata era stata ampliata in diversi tratti dalla costruzione della Ferrovia del Moncenisio, detta Fell. Prevedeva la partenza dalla cittadina di Susa, in Provincia di Torino e l'arrivo in cima al Colle del Moncenisio dopo 22,600 chilometri e un dislivello di 1.430 metri; gli ultimi chilometri di tracciato comprendevano gli impegnativi tornanti detti della "Gran Scala". Il Colle è piuttosto vicino a Torino, città in cui sin dai primi del '900 era fiorente l'industria automobilistica, con molte case produttrici.

## Albo d'oro
Elenco dei vincitori della corsa.
| Anno | Pilota                            | Vettura          |
| ---- | --------------------------------- | ---------------- |
| 1902 | Vincenzo Lancia                   | Fiat             |
| 1904 | Vincenzo Lancia                   | Fiat             |
| 1905 | Felice Nazzaro                    | Fiat             |
| 1914 | Ferdinando Minoia                 | Peugeot          |
| 1920 | Remy Reville                      | Peugeot          |
| 1921 | Alfieri Maserati                  | Isotta Fraschini |
| 1922 | Alfieri Maserati                  | Isotta Fraschini |
| 1923 | Alfieri Maserati                  | Diatto           |
| 1925 | Diego de Sterlich Aliprandi       | Diatto           |
| 1926 | Giulio Aymini                     | Diatto           |
| 1928 | Giuseppe Campari                  | Alfa Romeo       |
| 1931 | Achille Varzi                     | Bugatti          |
| 1933 | Mario Umberto Baconin Borzacchini | Alfa Romeo       |
| 1937 | Mario Tadini                      | Alfa Romeo       |
| 1949 | Piero Taruffi                     | Cisitalia        |
| 1950 | Giovanni Bracco                   | Ferrari          |
| 1951 | Willy Daetwyler                   | Alfa Romeo       |
| 1953 | Willy Daetwyler                   | Alfa Romeo       |

## Curiosità
Dal valico, importante per la storia dell'automobilismo sportivo in Piemonte, ha preso il nome un'automobile fuoriserie in edizione limitata della Casa italiana Studiotorino, fondata da Alfredo Stola. È stata presentata il 21 marzo 2014 al Museo dell'automobile di Torino.